# Ромеро, Летисия
Летисия Ромеро Гонсалес (исп. Leticia Romero González; род. 28 мая 1995 года в Агуимесе, провинция Лас-Пальмас, Канарские острова, Испания) — испанская профессиональная баскетболистка, выступавшая в женской национальной баскетбольной ассоциации. Была выбрана на драфте ВНБА 2017 года во втором раунде под шестнадцатым номером клубом «Коннектикут Сан». Играет в амплуа разыгрывающего защитника. В настоящее время выступает за испанскую команду «Валенсия Баскет».
В составе национальной сборной Испании она завоевала серебряные медали Олимпийских игр 2016 года в Рио-де-Жанейро. Также она стала серебряным призёром чемпионата мира 2014 года в Турции, выиграла чемпионат Европы 2017 года в Чехии и стала бронзовым призёром чемпионата Европы 2015 года в Венгрии и Румынии.

## Ранние годы
Летисия Ромеро родилась 28 мая 1995 года в небольшом городе Агуимес (провинция Лас-Пальмас, о. Гран-Канария), в семье Доминго Хосе Ромеро и Изабель Гонсалес, у неё есть брат, который играет в футбол в Испании, училась там же в средней школе I.E.S. Хоакин Артилес, а первоначально она выступала за местные баскетбольные команды «КБ Агуимес» и «Тельде».